# Pleurocercoïde
Les larves pleurocercoïdes peuvent, selon les espèces, mesurer trois centimètres et se développer dans les muscles des poissons infestés. Cette larve présente des ébauches d'organes adultes et n'a pas de crochets.